# Ballerburg
Ballerburg ist ein Artillerie-Computerspiel von 1987 für den Atari ST von Eckhard Kruse. Es wurde in der Programmiersprache C geschrieben und als Public Domain veröffentlicht.

## Beschreibung
Zwei durch einen Berg getrennte gegnerische Königreiche versuchen die Burg des anderen Reiches durch Kanonenkugeln zu zerstören. Ballerburg ist als Spiel für zwei Personen konzipiert, die abwechselnd an der Reihe sind (Hot-Seat-Modus). Die Spieler können auch durch Computergegner unterschiedlichen Schwierigkeitsgrads vertreten werden.
Die im Spiel simulierte Art des Ballerns entspricht dem Schießen mit historischen Mörsern. Da über einen Berg geschossen werden muss, erfolgt der Abschuss fast ausschließlich in der oberen Winkelgruppe (Steilfeuer).
Gewonnen hat, wer den gegnerischen Thronsaal als erstes trifft, wenn der Gegner kein Volk mehr hat, oder er aufgibt. Dabei sind die für den Spielzug maßgeblichen Parameter der Abschusswinkel der Kugel sowie die Menge des verwendeten Schießpulvers. Ständig wechselnde Windverhältnisse erschweren das Zielen und erfordern ggf. eine Anpassung der für den jeweiligen Schuss verwendeten Menge Schießpulver.
Im Vergleich zu anderen Artillerie-Spielen ist Ballerburg relativ komplex. Zu Beginn hat man bereits die Wahl zwischen verschiedenen Burgen, die unter anderem über eine unterschiedliche Zahl an Kanonen verfügen und unterschiedlich stark verwundbar sind. Man kann pro Runde nur eine Kanone abfeuern und muss außerdem immer wieder Kugeln und Schießpulver nachkaufen und gegebenenfalls zerstörte Kanonen ersetzen sowie Mauern wiederherstellen. Zur Finanzierung erhebt man Steuern, deren Ertrag sich an der Bevölkerungszahl und Steuerhöhe orientiert, wobei hohe Steuern zur Abwanderung der Bevölkerung führen. Außerdem kann man bis zu fünf Fördertürme errichten, die zwar teuer sind, aber das Einkommen drastisch erhöhen.
Neben dem Burgherren gibt es noch andere taktisch interessante Ziele. Man kann die gegnerischen Kanonen zerstören, sowie die Windfahne, durch die ein Spieler Windrichtung und -geschwindigkeit erfährt. Treffer in Kanonenkugellager oder Schatzkammer zerstören einen Teil des Inhalts, was den betroffenen Spieler auf alle Fälle Geld kostet; bei einem Treffer im Pulverlager wird sogar der gesamte Inhalt zerstört. Ebenso kann man Fördertürme zerstören, die allerdings schwer zu treffen sind. Wird der Berg, der als Hindernis fungiert, getroffen, bekommt er ebenfalls Löcher, was in der Regel aber von keinem taktischen Belang ist.
Die monochrome Grafik war auf dem Atari-ST-Standard; Farbgrafik benötigte andere Monitore bzw. einen TV-Ausgang, wobei nur sehr wenige Programme beide Modi unterstützen. Obgleich Ballerburg im Vergleich zu kommerziellen Computerspielen der Zeit ausgesprochen einfach und die Grafik relativ primitiv ist, war es ausgesprochen beliebt und wurde zu einem Klassiker.

## Neuauflage von Ascaron
Später wurden mehrere Spiele mit identischer Idee veröffentlicht, zuletzt 2001 eine kommerzielle gleichnamige Variante des Unternehmens Ascaron. Dabei ist anzumerken, dass die Firma keinen Hinweis auf Eckhard Kruse gemacht hat, da es eine unabhängige Entwicklung gewesen ist.
Im Gegensatz zur ursprünglichen Version, ist die Spielwelt hier dreidimensional und kann mehrere Parteien aufnehmen. Das Spiel läuft in Echtzeit ab, der taktische Hintergrund wird durch Zaubersprüche und Forschungen entsprechend erweitert. Weiterhin gibt es insgesamt vier Kampagnen. Die Playstation-Version wurde von Phoenix Games vertrieben.

## iPhone-Version
Im April 2012 brachten Marco Woschitz und Gerald Novak eine iOS-Umsetzung heraus, die originalgetreu und zugleich fingerfreundlich bedienbar ist.